# Natalie Wood

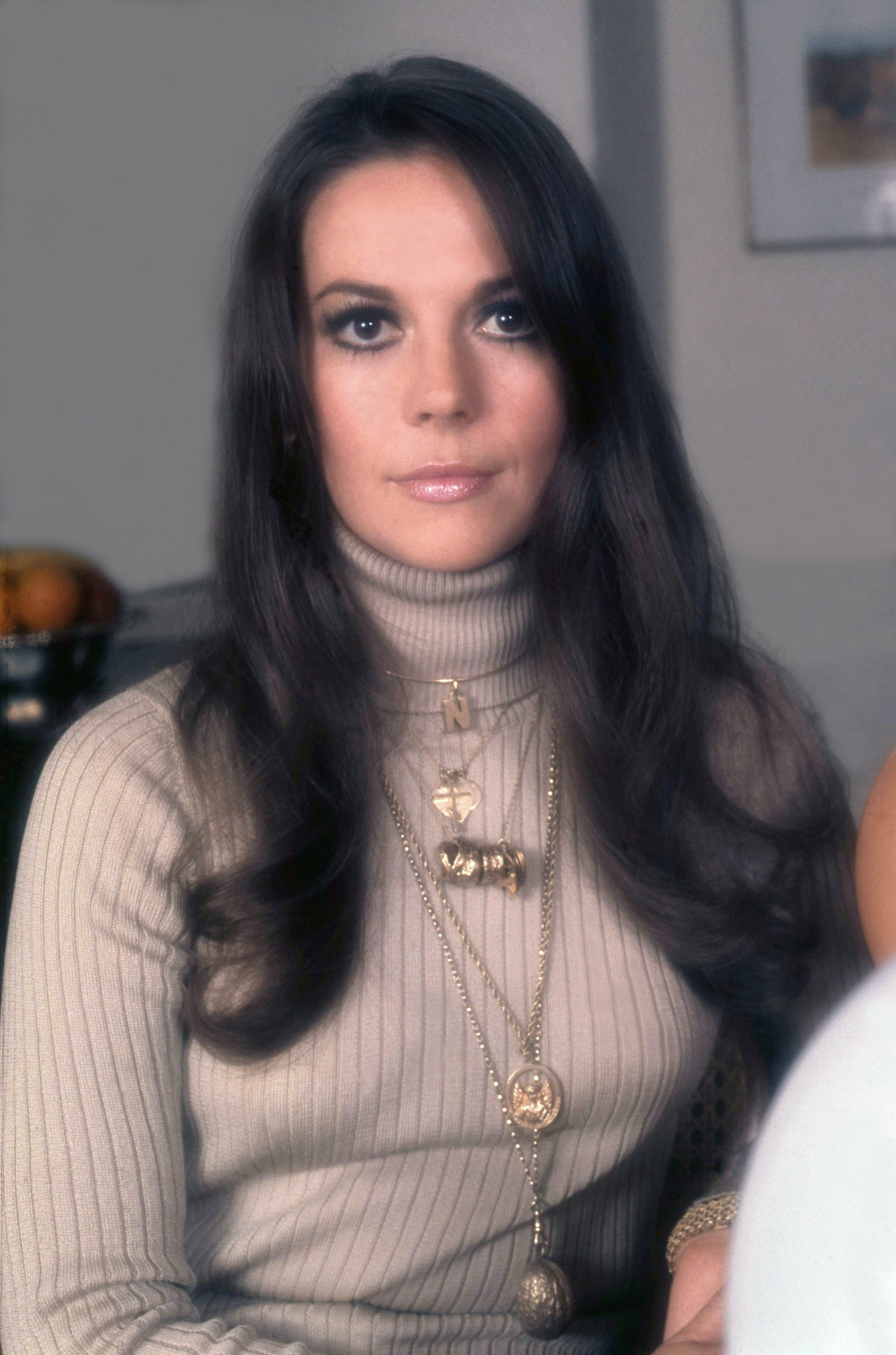
Natalie Wood, 1973

Natalie Wood (* 20. Juli 1938 als Natalia Nikolaevna Zakharenko in San Francisco; † 29. November 1981 vor Santa Catalina Island) war eine US-amerikanische Schauspielerin. Sie erreichte in den 1950er- und 1960er-Jahren mit Filmen wie … denn sie wissen nicht, was sie tun und West Side Story große Popularität und wurde unter anderem mit drei Golden Globe Awards ausgezeichnet.

## Leben und Karriere
Natalie Woods Eltern waren aus Russland in die USA eingewandert. Die Arbeiterfamilie lebte in eher armen Verhältnissen, und Natalie wurde von ihrer Mutter schon früh zu einer Filmkarriere ermutigt. 
Bereits im Alter von vier Jahren erhielt sie eine erste kleine Rolle im Film Happy Land unter der Regie von Irving Pichel, der auch als ihr Entdecker gilt. Die erste bedeutende Rolle hatte Wood im Jahr 1946 abermals unter Pichels Regie, als sie im Film Morgen ist die Ewigkeit neben Claudette Colbert und Orson Welles ein österreichisches Waisenmädchen spielte. Danach folgte bereits eine Hauptrolle in George Seatons Weihnachtsklassiker Das Wunder von Manhattan, in dem sie die Tochter von Maureen O’Hara spielte. Mit diesem Erfolg wurde Wood zu einem beliebten Kinderstar in Hollywood. Danach spielte sie vor allem in Familienfilmen als Tochter von Stars wie James Stewart, Fred MacMurray und Bette Davis. Ab den 1950er-Jahren war Wood auch im aufkommenden Fernsehen zu sehen, etwa in einer der Hauptrollen der Familienserie The Pride of the Family (1953–1954). 

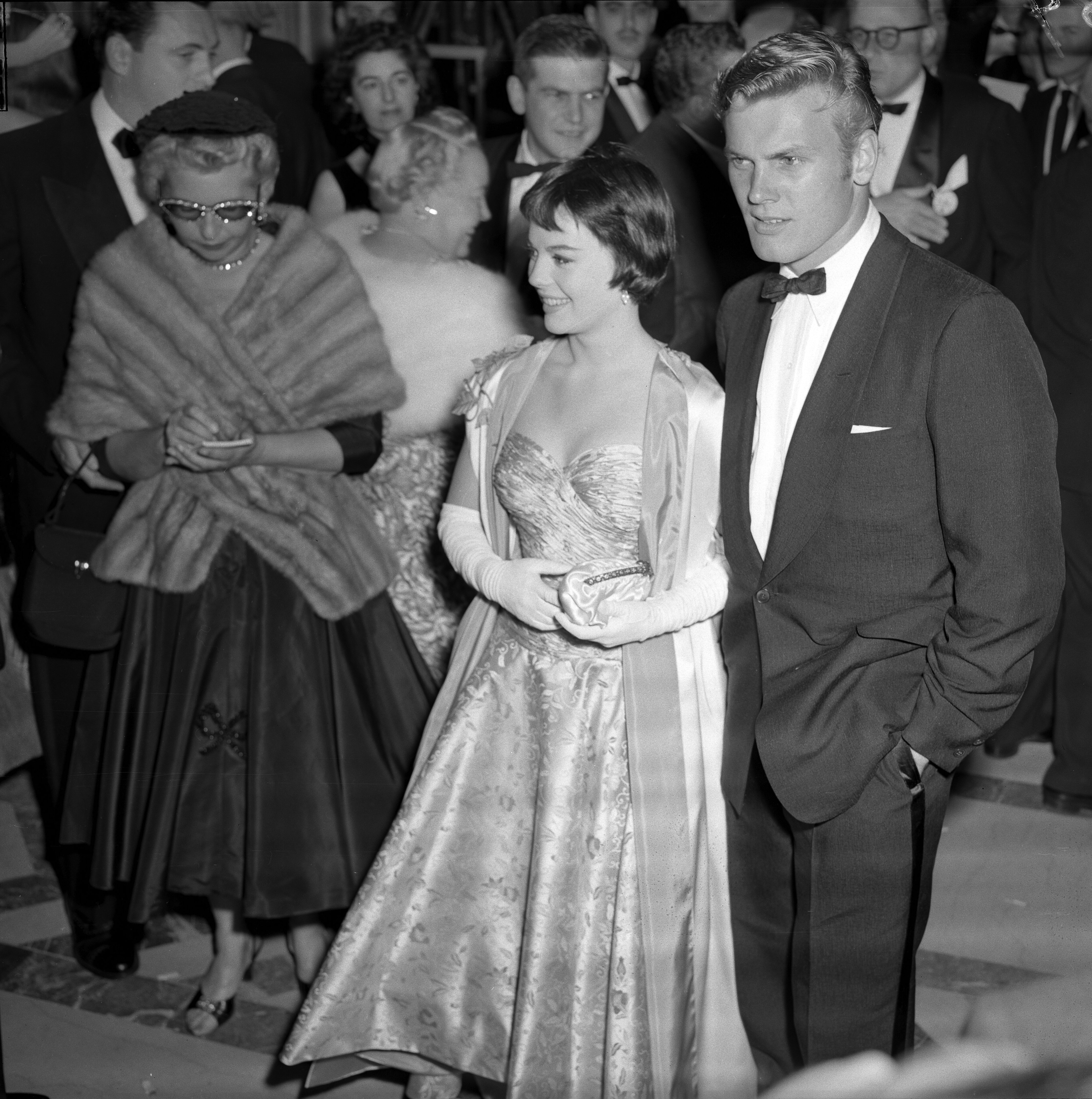
Natalie Wood mit Tab Hunter bei der 28. Oscarverleihung (1956)

Der Wechsel vom Kinderstar zum Teenie-Idol gelang Wood als gegen ihre Eltern rebellierende Jugendliche in … denn sie wissen nicht, was sie tun (1955) an der Seite von James Dean. Für die Rolle der Judy, um die sich Wood für einen Imagewandel eifrig bemüht hatte, erhielt sie eine Oscar-Nominierung als beste Nebendarstellerin und den Golden Globe Award als beste Nachwuchsdarstellerin. Im Jahr 1956 spielte sie dann eine kurze, aber wichtige Rolle in John Fords Westernklassiker Der Schwarze Falke. Es folgten unter anderem zwei Filme mit Tab Hunter sowie die Hauptrolle im Melodram Marjorie Morningstar, in dem sie ein junges jüdisches Mädchen aus New York darstellte. Diese Rollen machten sie Ende der 1950er-Jahre nicht nur zu einem populären Star, sondern auch zu einer ernsthaften Darstellerin – hinsichtlich Woods Schauspielkunst gab es stets geteilte Meinungen, wobei viele sie für einen der vielseitigsten Hollywood-Stars hielten, aber andere eher ihre Film- und Rollenauswahl für besser als ihr eigentliches Schauspiel betrachteten. Für ihren Auftritt in Elia Kazans Drama Fieber im Blut (1961) über das Scheitern einer Liebe im puritanischen Kansas der 1920er-Jahre erhielt sie eine weitere Oscar-Nominierung.
Ihren größten Kinoerfolg hatte sie im Jahr 1961 mit der Rolle der Maria in der Verfilmung von Leonard Bernsteins West Side Story. Sie war darin allerdings nur in den Sprechszenen selbst zu hören. Ihre Singstimme war die von Marni Nixon, die dann auch Audrey Hepburns Stimme in dem Filmmusical My Fair Lady ersetzte. Im folgenden Jahr spielte sie an der Seite von Rosalind Russell in Gypsy – Königin der Nacht die Burlesque-Künstlerin Gypsy Rose Lee, wobei Wood auch ihr Gesangstalent unter Beweis stellen konnte. Unter der Regie von Robert Mulligan war sie in dem Abtreibungsdrama Verliebt in einen Fremden (1964) zu sehen, für das sie mit gerade 25 Jahren ihre dritte Oscar-Nominierung erhielt, was damals Rekord war. Für Aufmerksamkeit sorgte sie im folgenden Jahr durch Das große Rennen rund um die Welt (1965), in dem sie neben Tony Curtis, Jack Lemmon und Peter Falk die weibliche Hauptrolle spielte. 1966 war sie an der Seite von Robert Redford in Sydney Pollacks Liebesdrama Dieses Mädchen ist für alle zu sehen und spielte darin erneut in einer tragisch endenden Liebesgeschichte.
1969 spielte Wood in der für vier Oscars nominierten Komödie Bob & Carol & Ted & Alice von Paul Mazursky die Rolle der Carol, die mit ihrem Ehemann eine offene Beziehung ausprobiert. In den 1970er-Jahren wurde es um Natalie Wood ruhiger, da sie sich nach der Geburt ihrer Kinder stärker diesen widmen wollte. In dieser Zeit trat sie hauptsächlich in Fernsehfilmen auf und drehte kaum noch für das Kino. Im Jahr 1980 konnte sie wieder auf sich aufmerksam machen, als sie einen Golden Globe für ihre Hauptrolle in der Fernseh-Miniserie Verdammt in alle Ewigkeit gewann; sie spielte die Rolle, die Deborah Kerr in der Kinoverfilmung des Buches 1953 gespielt hatte. Zum Zeitpunkt ihres Todes arbeitete sie mit Christopher Walken zusammen an dem Film Projekt Brainstorm, der 1983 herauskam.

## Privatleben
Wood und der Schauspieler Robert Wagner, mit dem sie von 1957 bis 1962 zum ersten Mal verheiratet war, galten als eines der Traumpaare der 1950er- und 1960er-Jahre. Nach ihrer kurzen Ehe mit dem englischen Produzenten und Agenten Richard Gregson sowie der Geburt ihrer Tochter, der Schauspielerin Natasha Gregson Wagner, heirateten Wood und Wagner 1972 erneut. Sie hatten eine gemeinsame Tochter, Courtney Wagner (* 1974).
Wood berichtete in späteren Jahren, sie sei 1955 im Alter von 16 Jahren im Chateau Marmont Hotel von einem berühmten Schauspieler vergewaltigt worden. Natalie Woods jüngere Schwester Lana Wood schrieb 2021 in der Autobiografie Little Sister, dass Kirk Douglas (1916–2020) der Täter gewesen sei, worüber es bereits jahrzehntelang Gerüchte gegeben hatte.

## Mysteriöser Tod

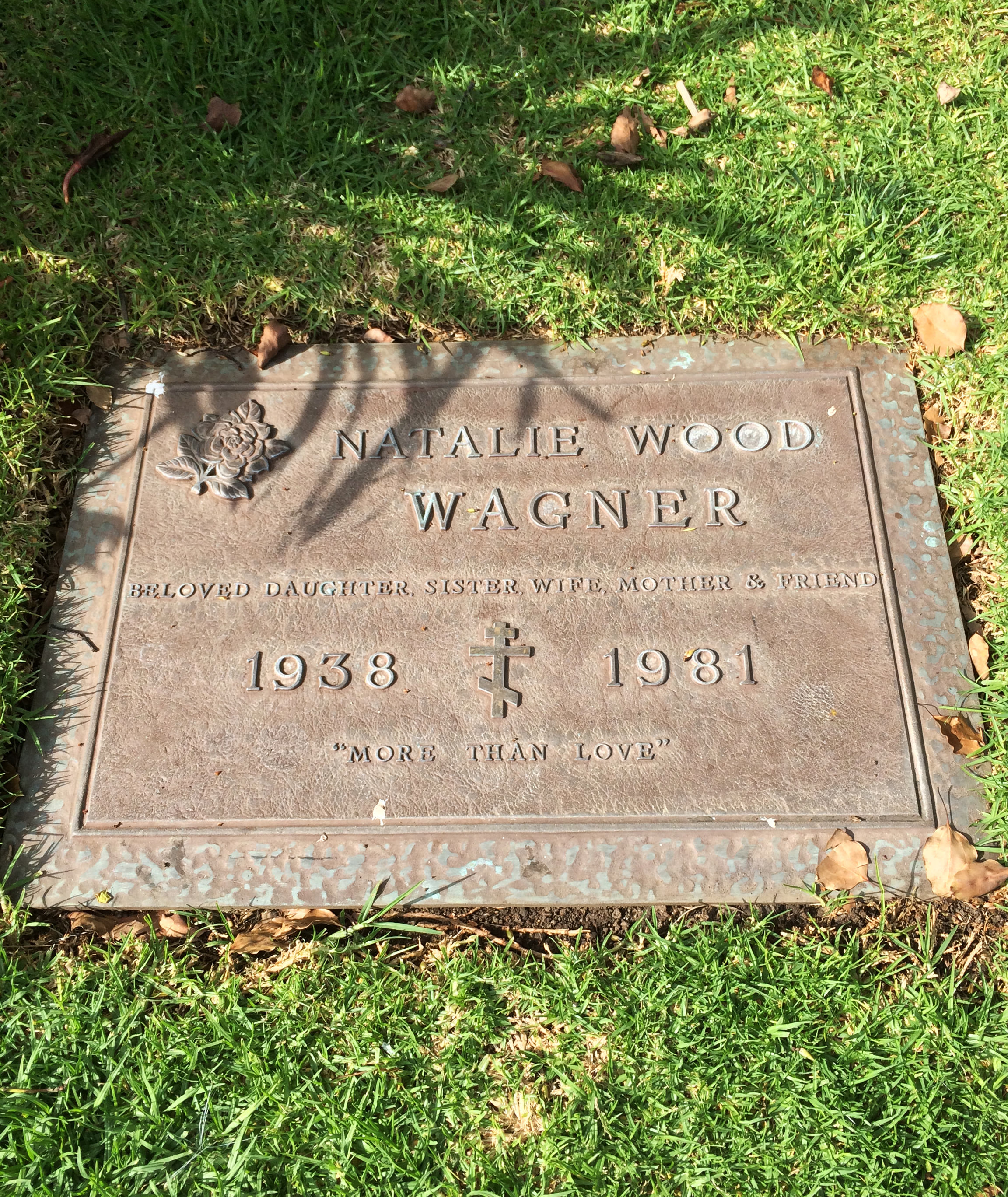
Natalie Woods Grab im Westwood Memorial Park

Während der Dreharbeiten zu Brainstorm unternahm Wood im November 1981 einen Yachtausflug mit ihrem Ehemann Robert Wagner, ihrem Brainstorm-Schauspielkollegen Christopher Walken und dem Bootskapitän Dennis Davern. Sie verschwand in der Nacht vom 28. auf den 29. November nahe Santa Catalina Island von dem Boot, wobei die Umstände ihres Todes bis heute ungeklärt und Gegenstand vieler Spekulationen sind. Am Morgen des 29. November wurde ihre Leiche rund eine Meile entfernt im Wasser treibend aufgefunden. Ihre letzte Ruhe fand Natalie Wood auf dem Prominentenfriedhof Westwood Village Memorial Park Cemetery.
In der Nähe der Leiche befand sich auch das Dingi des Bootes. Der Gerichtsmediziner Thomas Noguchi stufte den Fall als Unfalltod durch Ertrinken und Unterkühlung ein. Die zum Zeitpunkt ihres Todes stark betrunkene Wood habe offenbar mit dem Dingi versucht das Land zu erreichen und sei dabei ertrunken. Lana Wood, die Schwester, meldete Zweifel an dieser Theorie, da die Nichtschwimmerin Wood ihr Leben lang Angst vor Wasser gehabt habe, weshalb sie ihrer Meinung nach niemals das Schiff alleine verlassen hätte. Zwei Personen auf einem nahegelegenen Boot gaben an, in der Nacht weibliche Hilfeschreie gehört zu haben.
Im Jahr 2011 äußerte sich der Bootskapitän Davern und widersprach eigenen früheren Aussagen. Nach Daverns neuen Angaben gab es in der Todesnacht einen Streit zwischen Wood und Wagner, und nach ihrem Verschwinden habe Wagner ihn zunächst davon abgehalten, die Suchlichter einzuschalten und die Polizei zu verständigen. Davern hält Wagner für den Verantwortlichen des Todes von Wood. Anschließend wurden die Todesumstände im November 2011 nochmals untersucht, ohne konkretes Ergebnis. Der bis dahin als Unfall eingestufte Todesfall wurde im Januar 2013 erneut bewertet und ein neuer Autopsiebericht wurde angefertigt. Demnach wies Woods Leichnam Blutergüsse und Kratzer an Armen, Beinen und der Stirn auf, die sie sich wahrscheinlich vor dem Sturz ins Wasser zugezogen hat. Ihr Tod wird nun auf „unbestimmte Ursachen“ zurückgeführt. Diese Verletzungen wurden auch von einem ehemaligen Praktikanten Noguchis bestätigt, der eine eventuelle Vertuschung andeutete. Nach Angaben der US-Polizei von 2018 ist ihr Witwer Wagner mittlerweile als Person of Interest ‚Verdächtiger‘ in den Fokus der Ermittlungen gerückt. Man wisse nun, dass Wagner die letzte Person an Woods Seite gewesen sei, bevor sie starb. Wagner behauptete 2020 in einem Interview, niemand hätte in der Nacht etwas gehört und ihm sei erst später aufgefallen, dass sie nicht in ihrer Kabine sei.

## Filmbiografie
Im Jahr 2004 verfilmte der US-amerikanische Regisseur Peter Bogdanovich Woods Lebensgeschichte in der Miniserie The Mystery of Natalie Wood mit der südafrikanischen Schauspielerin Justine Waddell in der Hauptrolle. Als Koproduzentin war auch Woods jüngere Schwester Lana an dem Film beteiligt. Robert Wagner wurde dabei von Michael Weatherly verkörpert, Warren Beatty von Matthew Settle.
In seinem Film Once Upon a Time in Hollywood (2019) spielt Quentin Tarantino auf Woods Todesumstände an, indem er der verstorbenen Ehefrau des Charakters Cliff Booth eine ähnliche Geschichte gibt. Auch dort wird mehrfach über die wahren Umstände spekuliert, das Rätsel jedoch nicht aufgelöst.

## Filmografie (Auswahl)
- 1943: Happy Land

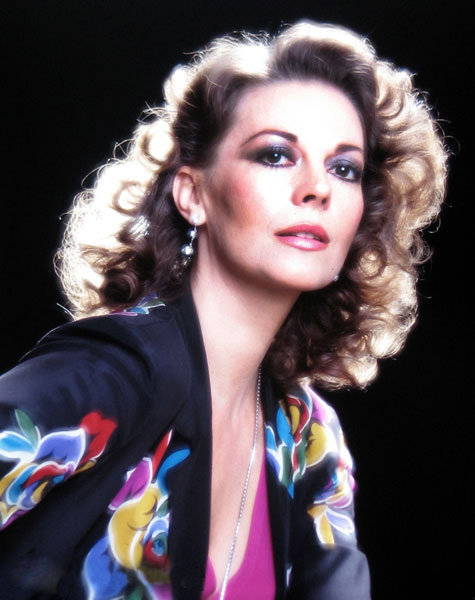
Natalie Wood (1979), Foto von Jack Mitchell

- 1946: Morgen ist die Ewigkeit (Tomorrow is Forever)
- 1947: Das Wunder von Manhattan (Miracle on 34th Street)
- 1947: Ein Gespenst auf Freiersfüßen (The Ghost and Mrs. Muir)
- 1948: Scudda Hoo! Scudda Hay!
- 1949: Father Was a Fullback
- 1950: Mein Glück in deine Hände (No Sad Songs for Me)
- 1950: Unser eigenes Ich (Our very Own)
- 1950: Der geheimnisvolle Ehemann (The Jackpot)
- 1950: Never a Dull Moment
- 1951: Das Herz einer Mutter (The Blue Veil)
- 1952: Nur für Dich (Just for You)
- 1952: The Star
- 1954: Der silberne Kelch (The Silver Chalice)
- 1955: Und wäre die Liebe nicht … (One Desire)
- 1955: … denn sie wissen nicht, was sie tun (Rebel Without a Cause)
- 1956: Der Schwarze Falke (The Searchers)
- 1956: Schrei in der Nacht (A Cry in the Night)
- 1956: Horizont in Flammen (The Burning Hills)
- 1956: Playboy – Marsch, marsch! (The Girl He Left Behind)
- 1957: Bomber B-52 (Bombers B-52)
- 1958: Rivalen (Kings Go Forth)
- 1958: Die Liebe der Marjorie Morningstar (Marjorie Morningstar)
- 1960: Eine Frau für zwei Millionen (Cash McCall)
- 1960: Früchte einer Leidenschaft (All the Fine Young Cannibals)
- 1961: Fieber im Blut (Splendor in the Grass)
- 1961: West Side Story
- 1962: Gypsy – Königin der Nacht (Gypsy)
- 1963: Verliebt in einen Fremden (Love with the Proper Stranger)
- 1964: … und ledige Mädchen (Sex and the Single Girl)
- 1965: Das große Rennen rund um die Welt (The Great Race)
- 1965: Verdammte, süße Welt (Inside Daisy Clover)
- 1966: Penelope
- 1966: Dieses Mädchen ist für alle (This Property Is Condemned)
- 1969: Bob & Carol & Ted & Alice
- 1972: Bill McKay – Der Kandidat (The Candidate)
- 1973: Liebe in Fesseln (The Affair) (Fernsehfilm)
- 1975: Die falsche Schwester (Peeper)
- 1975: Die Zwei mit dem Dreh (Switch; Fernsehserie, Folge The Cruise Ship Murders)
- 1976: Die Katze auf dem heißen Blechdach (Cat on a Hot Tin Roof) (Fernsehfilm)
- 1978: Die Zwei mit dem Dreh (Switch; Fernsehserie, Folge The Cage)
- 1979: Meteor
- 1979: Verdammt in alle Ewigkeit (From Here to Eternity) (Fernseh-Miniserie)
- 1979: Hart aber herzlich (Hart to Hart; Pilotfolge)
- 1979: Völlig durchgedreht (The Cracker Factory) (Fernsehfilm)
- 1980: Das Geheimnis der Queen Anne (The Memory of Eva Ryker) (Fernsehfilm)
- 1980: Einmal Scheidung, bitte! (The Last Married Couple in America)
- 1983: Projekt Brainstorm (Brainstorm)

## Auszeichnungen
Oscars

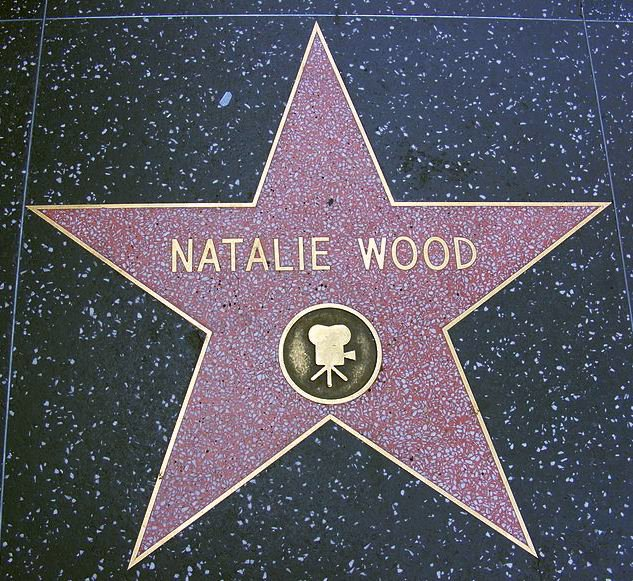
Natalie Woods Stern auf dem Hollywood Walk of Fame

- 1956: Nominierung in der Kategorie Beste Nebendarstellerin für … denn sie wissen nicht, was sie tun
- 1962: Nominierung in der Kategorie Beste Hauptdarstellerin für Fieber im Blut
- 1964: Nominierung in der Kategorie Beste Hauptdarstellerin für Verliebt in einen Fremden

Golden Globe Awards
- 1957: Auszeichnung in der Kategorie Beste Nachwuchsdarstellerin für … denn sie wissen nicht, was sie tun
- 1962: Nominierung in der Kategorie Beste Hauptdarstellerin – Drama für Fieber im Blut
- 1963: Nominierung in der Kategorie Beste Hauptdarstellerin – Komödie oder Musical für Gypsy – Königin der Nacht
- 1964: Nominierung in der Kategorie Beste Hauptdarstellerin – Drama für Verliebt in einen Fremden
- 1966: Nominierung in der Kategorie Beste Hauptdarstellerin – Komödie oder Musical für Verdammte, süße Welt
- 1966: Auszeichnung mit dem Henrietta Award in der Kategorie Beliebteste Schauspielerin
- 1967: Nominierung in der Kategorie Beste Hauptdarstellerin – Drama für Dieses Mädchen ist für alle
- 1980: Auszeichnung in der Kategorie Beste Serien-Hauptdarstellerin – Drama für From Here to Eternity

British Academy Film Award
- 1963: Nominierung in der Kategorie Beste ausländische Darstellerin für Fieber im Blut

Festival Internacional de Cine de Mar del Plata
- 1964: Auszeichnung in der Kategorie Beste Schauspielerin für Verliebt in einen Fremden

Saturn Award
- 1984: Nominierung in der Kategorie Beste Nebendarstellerin für Projekt Brainstorm

Hollywood Walk of Fame
- 1986: Stern in der Kategorie Film (7000 Hollywood Blvd.)